# Jean Chopin
Jean Chopin (9 oktober 1994) is een Frans voetballer die als doelman speelt.
Hij tekende in 2017 bij het Luxemburgse Union Titus Pétange.

## Clubcarrière
Chopin is afkomstig uit de jeugdopleiding van RC Lens. In 2014 werd hij aangetrokken door KV Oostende, waar hij derde doelman werd. Op 9 mei 2015 debuteerde de doelman in de Jupiler Pro League onder coach Frederik Vanderbiest tegen Lokeren. Oostende ging met 6–1 ten onder op Daknam.

## Statistieken
| Seizoen | Club        | Land            | Competitie         | Competitie | Competitie | Beker | Beker | Europees | Europees | Totaal | Totaal |
| Seizoen | Club        | Land            | Competitie         | Wed.       | Dlp.       | Wed.  | Dlp.  | Wed.     | Dlp.     | Wed.   | Dlp.   |
| ------- | ----------- | --------------- | ------------------ | ---------- | ---------- | ----- | ----- | -------- | -------- | ------ | ------ |
| 2014/15 | KV Oostende | Vlag van België | Jupiler Pro League | 1          | 0          | 0     | 0     | 0        | 0        | 1      | 0      |
| 2015/16 | KV Oostende | Vlag van België | Jupiler Pro League | 0          | 0          | 0     | 0     | 0        | 0        | 0      | 0      |
| TOTAAL  | TOTAAL      | TOTAAL          | TOTAAL             | 1          | 0          | 0     | 0     | 0        | 0        | 1      | 0      |